# My Way (album Frank Sinatra)
My Way è un album del cantante statunitense Frank Sinatra, pubblicato nel 1969.

## Il disco
My Way ebbe un grande successo, soprattutto grazie alla title track, cover di Comme d'habitude, successo di Claude François scritto da lui, da Jacques Revaux e Gilles Thibau. Alcuni critici affermano che nell'album My Way, Sinatra e il produttore-arrangiatore, Don Costa, raggiunsero l'apice della loro collaborazione. Oltre al brano che denomina l'album, si notano anche A Day In The Life Of A Fool di Luis Bonfia, Yesterday di The Beatles, All My Tomorrows di Sammy Cahn e Jimmy Van Heusen, gli stessi autori di Come Fly With Me, Hallelujah,I Love Her So di Ray Charles e il soft rock di Didn't We, scritta da Jimmy Webb.
L'album è stato ristampato nel 2009 in occasione del 40º anniversario e di nuovo dieci anni dopo nel 2019 per il 50º anniversario con l'aggiunta di alcune bonus track.

## Tracce
1. Watch What Happens (Norman Gimbel, Michel Legrand, Jacques Demy) – 2:17
2. Didn't We (Jimmy Webb) – 2:55
3. Hallelujah, I Love Her So (Ray Charles) – 2:47
4. Yesterday (John Lennon, Paul McCartney) – 3:56
5. All My Tomorrows (Sammy Cahn, Jimmy Van Heusen) – 4:35
6. My Way (Paul Anka, Claude François, Jacques Revaux, Gilles Thibault) – 4:35
7. A Day in the Life of a Fool (Luiz Bonfá, Carl Sigman) – 3:00
8. For Once in My Life (Ron Miller, Orlando Murden) – 2:50
9. If You Go Away (Jacques Brel, Rod McKuen) – 3:30
10. Mrs. Robinson (Paul Simon) – 2:55

Tracce bonus edizione Concord edizione 2009
1. For Once in My Life (studio rehearsal, NBC Studio 2, Burbank, California, 13 agosto 1969) - 4:08
2. My Way  (live at Reunion Arena, 24 ottobre 1987) - 3:12

Tracce bonus edizione Capitol edizione 2019
1. My Way (duetto con Willie Nelson) - 4:23
2. My Way (duetto con Luciano Pavarotti) - 3:32
3. My Way (live at the Ahmanson Theatre, 13 giugno 1971) - 4:36
4. My Way (live at Reunion Arena, 24 ottobre 1987) - 3:43